# Самуил, Татьяна Александровна
Татьяна Александровна Самуил (род. 5 октября 1974, Пермь) — российская скрипачка, дочь молдавского дирижёра Александра Самуила, сестра певицы Анны Самуил.
Среднее музыкальное образование по классу скрипки получила в Средней специальной школе имени Евгения Коки, в Музыкальном лицее имени Сергея Рахманинова (Кишинёв, Молдавия), где параллельно также занималась композицией в классе Семёна Лунгула, и в Музыкальном училище при Московской консерватории. Окончила Московскую консерваторию (1997, класс Майи Глезаровой), затем обучалась в Брюссельской консерватории под руководством Игоря Ойстраха.
В 1998 году выиграла в Бельгии Конкурс скрипачей имени Анри Вьётана. Получила также ряд премий и дипломов на других престижных международных конкурсах, включая Международный конкурс скрипачей имени Сибелиуса (2000), Конкурс имени королевы Елизаветы и Международный конкурс имени Чайковского (2002, третья премия).